# Phoenix (album de Grand Funk)
Pour les articles homonymes, voir Phénix (homonymie).
Albums de Grand Funk
E Pluribus Funk
(1971) We're an American Band
(1973)
Singles
1. Rock'n'Roll Soul
Sortie : 1972

Phoenix est le sixième album studio du groupe de hard rock américain, Grand Funk Railroad. Il est sorti le 15 septembre 1972 sur le label Capitol Records et est le premier album du groupe qui n'est pas produit par Terry Knight. C'est les musiciens du groupe qui se chargent de la production.

## Historique
Après l'enregistrement de l'album précédent, le groupe décide de se séparer de son manager et producteur, Terry Knight, ce qui entrainera pendant les années suivantes un litige sur les droits du nom Grand Funk Railroad. Le groupe enlève Railroad et s'appelle désormais Grand Funk.
Cet album fut enregistré dans les Sound Shop Studios de Nashville dans le Tennessee. Le style de musique change aussi, s'éloignant du hard rock et optant pour un style plus mélodique. Le claviériste Graig Frost rejoint le groupe et deviendra membre officiel du groupe dès l'album suivant. La présence des claviers devient désormais omniprésente sur les nouvelles chansons du groupe.
Il est le quatrième album de suite du groupe à se classer dans le top 10 du Billboard 200 américain en se hissant à la 7e place. Il se classa à la 8e place des charts canadiens, à la 13e en Australie. En Europe, il se classa respectivement à la 20e et 25e place en Norvège et en Allemagne. Le seul single de l'album, Rock'n'Roll Soul, atteindra la 29e place du Billboard Hot 100 aux USA.
Il sera certifié disque d'or le 12 octobre 1972 aux États-Unis pour plus de 500 000 exemplaires vendus.

## Liste des titres
- Tous les titres sont signés par Mark Farner.

Face 1
1. Flight of the Phoenix - 3:34
2. Trying to Get Away - 4:10
3. Someone - 4:02
4. She Got to Move Me - 4:47
5. Rain keeps Fallin' - 3:21

Face 2
1. I Just Gotta Know - 2:49
2. So You Won't Have to Die - 3:17
3. Freedom Is for Children - 6:02
4. Gotta Find Me a Better Day - 4:06
5. Rock'n'Roll Soul - 3:27

Titre bonus de la réédition 2002
1. Flight of the Phoenix (remix 2002, version rallongée) - 5:22

## Musiciens
- Mark Farner: chant, guitares, harmonica, orgue sur Flight of the Phoenix
- Don Brewer: chant, batterie, Congas, percussions
- Mel Schacher: basse

Musiciens additionnels
- Graig Frost: orgue, clavinet, piano, clavecin
- Doug Kershaw: violon électrique

## Charts & certification
| Pays       | Durée du classement | Meilleur classement |
| ---------- | ------------------- | ------------------- |
| Australie  | 3 semaines          | 13e                 |
| Canada     | 22 semaines         | 8e                  |
| États-Unis | 27 semaines         | 7e                  |
| Allemagne  | 4 semaines          | 25e                 |
| Norvège    | 3 semaines          | 20e                 |

| Pays       | Certification | Ventes    | Date       |
| ---------- | ------------- | --------- | ---------- |
| États-Unis | Or            | 500 000 + | 12/10/1972 |

Charts singles
| Année | Single           | Chart           | Durée du classement | Position |
| ----- | ---------------- | --------------- | ------------------- | -------- |
| 1972  | Rock'n'Roll Soul | Hot 100         | 13 semaines         | 29e      |
| 1972  | Rock'n'Roll Soul | RPM Top Singles | 10 semaines         | 37e      |